# Оук-Парк (Каліфорнія)
Оук-Парк (англ. Oak Park) — переписна місцевість (CDP) в США, в окрузі Вентура штату Каліфорнія. Населення — 13 898 осіб (2020).

## Географія
Оук-Парк розташований за координатами 34°11′6″ пн. ш. 118°46′1″ зх. д. / 34.18500° пн. ш. 118.76694° зх. д. (34.184980, -118.766926).  За даними Бюро перепису населення США в 2010 році переписна місцевість мала площу 13,70 км², уся площа — суходіл.

## Демографія
Згідно з переписом 2010 року, у переписній місцевості мешкало 13 811 особа в 5158 домогосподарствах у складі 3828 родин. Густота населення становила 1008 осіб/км².  Було 5297 помешкань (387/км²).
Расовий склад населення:
| - 83,1 % — білих - 11,3 % — азіатів - 1,0 % — чорних або афроамериканців - 0,2 % — корінних американців - 0,1 % — вихідців з тихоокеанських островів - 1,2 % — осіб інших рас |

До двох чи більше рас належало 3,2 %. Частка іспаномовних становила 6,0 % від усіх жителів.
За віковим діапазоном населення розподілялося таким чином: 26,2 % — особи молодші 18 років, 65,3 % — особи у віці 18—64 років, 8,5 % — особи у віці 65 років та старші. Медіана віку мешканця становила 41,7 року. На 100 осіб жіночої статі у переписній місцевості припадало 92,6 чоловіків;  на 100 жінок у віці від 18 років та старших — 88,5 чоловіків також старших 18 років.
Середній дохід на одне домашнє господарство  становив 154 055 доларів США (медіана — 120 696), а середній дохід на одну сім'ю — 168 854 долари (медіана — 134 541). Медіана доходів становила 113 395 доларів для чоловіків та 70 965 доларів для жінок. За межею бідності перебувало 5,5 % осіб, у тому числі 6,9 % дітей у віці до 18 років та 5,6 % осіб у віці 65 років та старших.
Цивільне працевлаштоване населення становило 7160 осіб. Основні галузі зайнятості: освіта, охорона здоров'я та соціальна допомога — 20,8 %, науковці, спеціалісти, менеджери — 18,9 %, фінанси, страхування та нерухомість — 16,4 %.